# Ferrari California
La Ferrari California è un'autovettura tipo gran turismo prodotta dalla casa automobilistica italiana Ferrari a partire dalla seconda metà del 2008 fino alla prima metà del 2014.

## Il contesto
La California è il primo modello nella gamma Ferrari ad adottare una carrozzeria di tipo coupé-cabrio, con capote in metallo, scomponibile e ripiegabile. Inizialmente il prototipo era denominato F149, ma la casa di Maranello ha poi deciso di rievocare la storica Ferrari 250 GT California della quale il nuovo modello riprende alcuni tratti stilistici.
Questa autovettura mostra anche un momento di svolta nella storia del cavallino; infatti è stata concepita e progettata per poter essere utilizzata come vettura di tutti i giorni; per la sua versatilità e comfort di marcia, oltre che per la caratteristica di essere una cabrio coupé, la California è una delle Ferrari più vendute di sempre, dal 2008 ad aprile 2012 infatti ne sono stati immatricolati oltre 8000 esemplari. La berlinetta porta con sé non solo scelte stilistiche ma anche tecniche, finalizzate a rendere la vettura più tranquilla e più confortevole anche per lunghi viaggi o comunque per l'utilizzo di tutti i giorni. Tuttavia non si tratta di una "snaturazione" del marchio, grazie al manettino F1 (brevetto Ferrari di derivazione Formula Uno, volto a impostare diversi assetti e comportamenti sia elettronici che meccanici) la vettura raggiunge capacità dinamiche e prestazioni da vera sportiva.

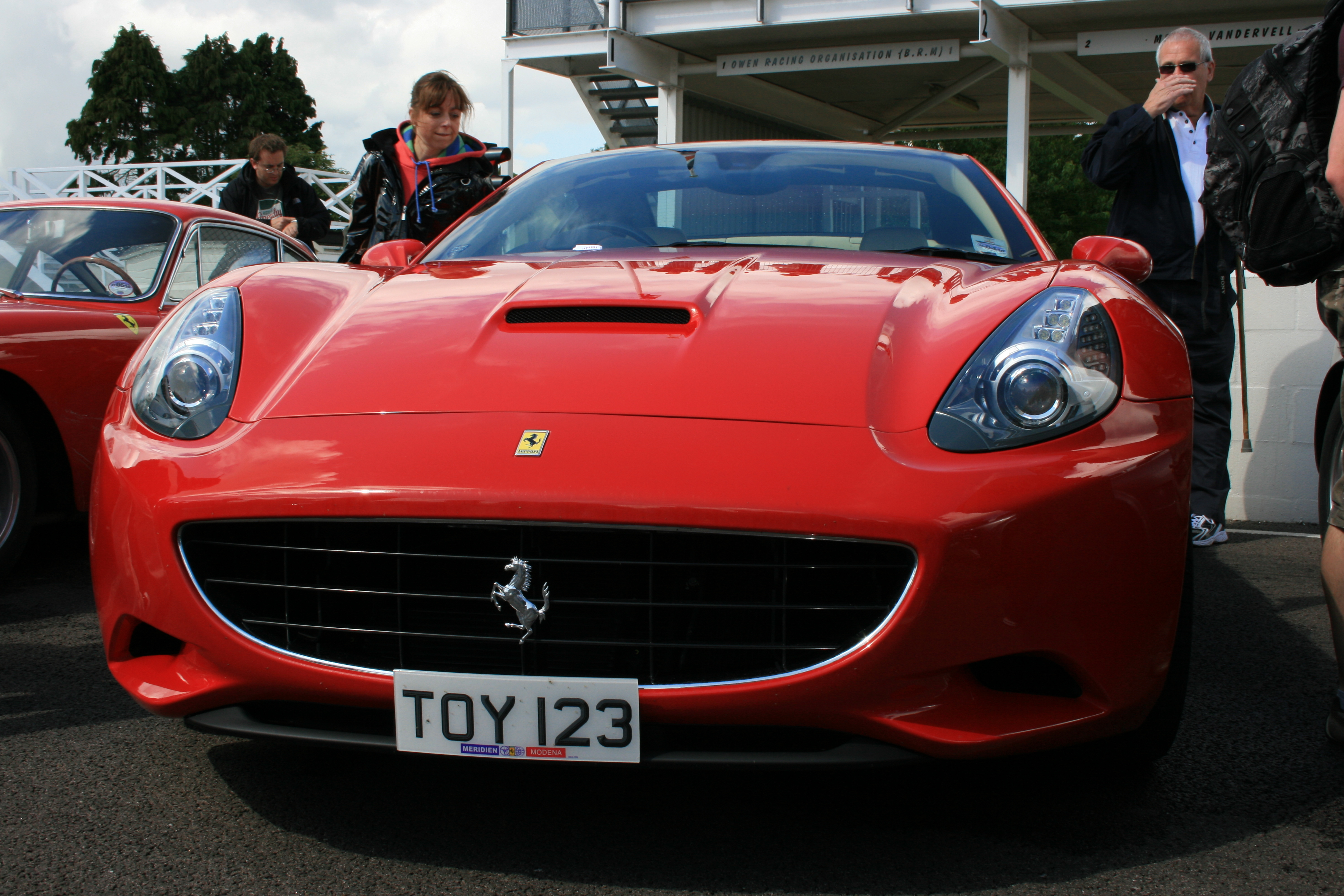
Vista frontale

Tra i comfort della vettura c'è uno spazioso baule da 340 litri (240 con capote ripiegata) in grado di trasportare bagagli di grandi dimensioni, la vettura è inoltre dotata di vano passante. La configurazione 2+2 di serie offre un abitacolo con due sedili posteriori, oppure se richiesto dal cliente, gli stessi posti lasciano spazio a una panchetta porta bagagli. A livello tecnico si trovano un cambio sequenziale F1 capace di staccare in modo progressivo e senza strappi e le sospensioni del retrotreno sono progettate per fornire un ottimo assorbimento.
Altro importante aspetto è quello economico: l'obiettivo della Ferrari è infatti quello di ridurre i costi di manutenzione per aumentare il bacino della clientela. Per una percorrenza di 80.000 km alla California servono solo 11 ore di manutenzione contro le 31 della Ferrari 599 GTB Fiorano.
La vettura così fornita dalla casa madre viene venduta già con un equipaggiamento completo, tuttavia tra le modifiche che il cliente desidera apportare si trovano: verniciatura esterni, colori interni, cerchi da 20'', colore delle pinze dei freni, ed inserti in carbonio; il più interessante (parlando di innovazione) è però il sistema HELE (High Efficiency Low Emission) un sistema elettronico in grado di monitorare l'uso degli impianti di bordo (clima, luci, ecc) ed eventualmente di fermarne l'utilizzo qualora non ce ne fosse la necessità, riducendo in questo modo il consumo di carburante.

## Il design

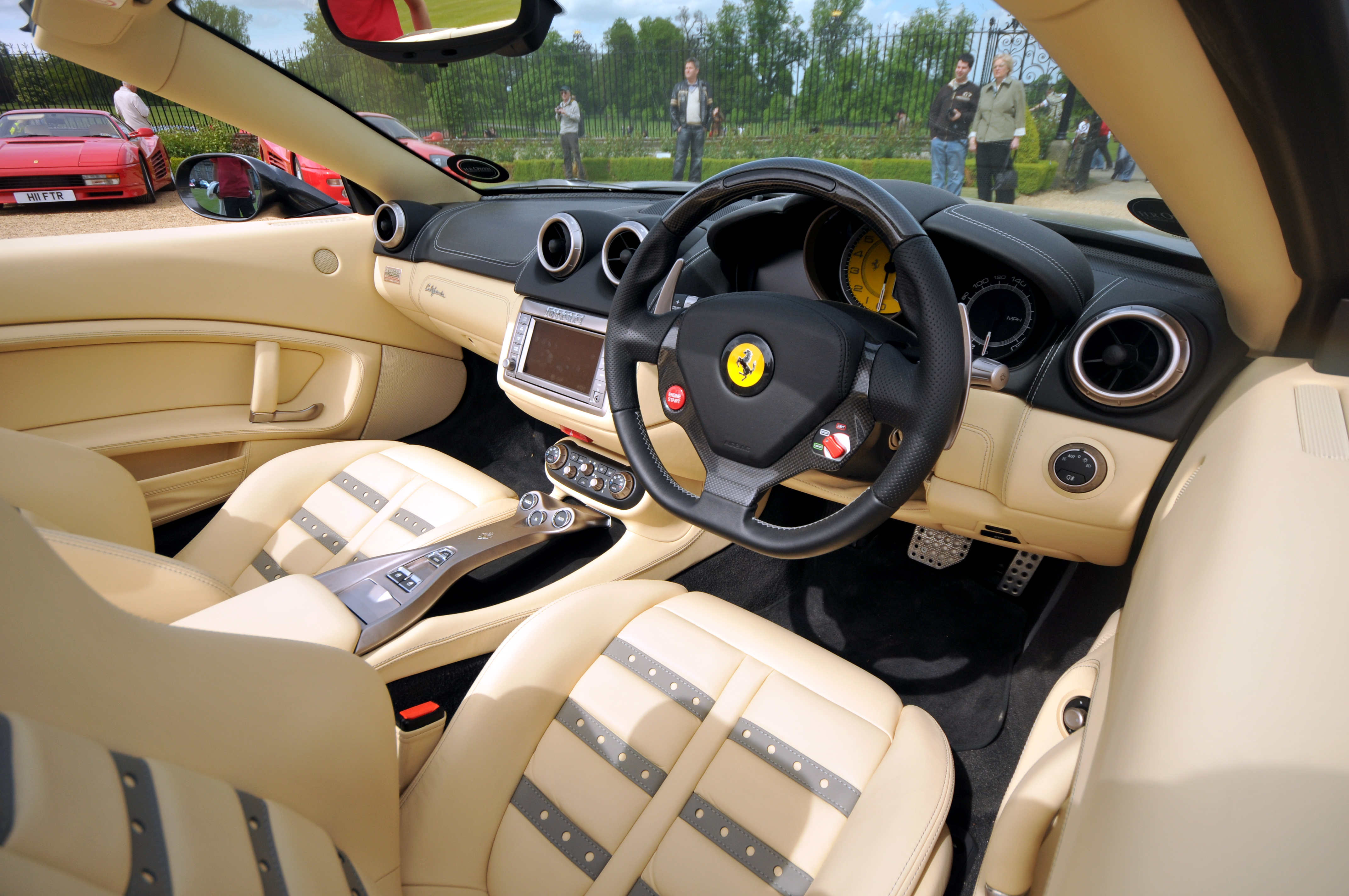
Interni della vettura

La carrozzeria della vettura è caratterizzata da molteplici richiami al passato, con elementi stilistici classici mescolati a nuovi tagli sportivi in linea con l'attuale stile Ferrari. La casa produttrice espone la scelta stilistica di questa vettura come un elegante equilibrio di superfici concave e convesse che dona alla California un aspetto in classico stile Ferrari. Il design è a cura di Pininfarina che ha collaborato con la Ferrari anche per il sistema di movimento del tettuccio rigido elettronico, campo in cui la Pininfarina è presente da molti anni, gli studi aerodinamici hanno permesso di ottenere un corpo vettura che genera una deportanza di 70 kg ad una velocità di 200 km/h.

## Struttura
Il telaio della California è modulare in alluminio e la struttura della vettura è caratterizzata da uno schema transaxle, con motore in posizione anteriore/centrale (primo in assoluto nella storia delle V8 Ferrari) a trasmissione posteriore, che distribuisce il 53% dei pesi sul posteriore. La capote rigida è elettronica azionabile dall'abitacolo tramite un tasto, il tempo per la completa apertura e chiusura dichiarato dalla casa è fra i 14 e i 15 secondi e il peso della capote rigida è inferiore a tutte le capote in tela degli altri modelli Ferrari.
L'auto è lunga 4,56 metri e larga 1,90 metri.

## Meccanica e motore

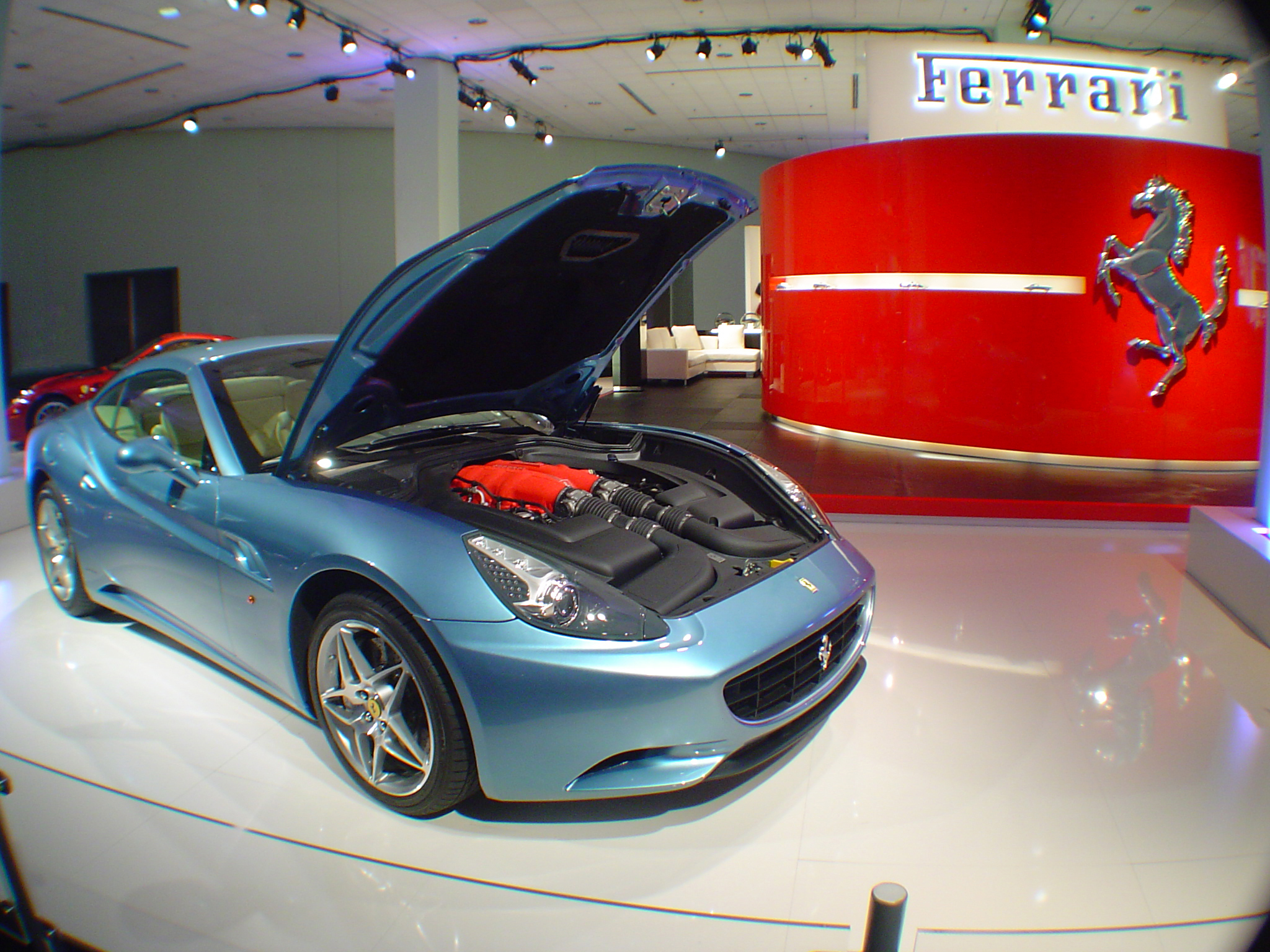
Il vano motore

La California è dotata di un motore V8 modello F136IB, derivante dalla F430 con angolo tra le bancate di 90° completamente inedito, forgiato in alluminio. Ha una cilindrata di 4.296 cm³ ed è dotato di un sistema di alimentazione ad iniezione diretta (prima auto del cavallino ad averla), erogando una potenza massima di 460 CV a 7.500 giri/min.
La trasmissione è formata da un cambio 7 rapporti con doppia frizione a trazione posteriore, cambio automatico o sequenziale con comandi al volante. Una centralina elettronica controlla il cambio ed è in grado di riconoscere e adattarsi allo stile di guida del conducente, qualora desiderasse una guida più tranquilla o più sportiva.
Grazie ad un dispositivo, denominato Launch Control, ripreso dal reparto corse Ferrari, la California passa da 0 a 100 km/h in 3,9 secondi e la velocità massima è di 310 km/h. Un altro sistema direttamente derivato dal reparto corse della Ferrari è l'F1 Trac Evoluzione, un sistema di controllo della motricità, controllato dal manettino, che offre un'accelerazione più uniforme e un aumento del 20% dell'accelerazione in uscita di curva rispetto ai sistemi tradizionali di trazione e stabilità. Le sospensioni multilink sono caratterizzate da una struttura a doppia forcella ad A, che grazie al F1 Trac offrono un maggiore comfort alla vettura. L'impianto frenante è Brembo formato da dischi in carboceramica.
Il consumo medio dichiarato dalla Casa è di 13,2 l/100 km ed emissioni di 310 g/km di anidride carbonica. Alla creazione e alla messa a punto della vettura ha partecipato, come consulente, il pilota automobilistico pluri-iridato di Formula 1 Michael Schumacher. La California è disponibile anche con un classico cambio manuale a 6 marce con selettore a griglia, prodotto in solo tre esemplari fra cui uno con guida a destra.

## Aggiornamento 2012
Nel 2012 la vettura ha ricevuto un corposo aggiornamento tecnico, lasciando pressoché invariata la parte estetica, ora la denominazione ufficiale del modello è California 30. La potenza massima del motore è portata a 490 CV, 30 in più rispetto a prima. Sono 30 anche i chilogrammi in meno rispetto a prima, alleggerimento raggiunto grazie a una ri-progettazione di intere sezioni del telaio che sono state realizzate in leghe d'alluminio più leggere. La vettura ora pesa circa 1630 kg a secco. Amedeo Felisa, amministratore delegato e direttore generale della Ferrari, dichiara che dal 2005 (anno di inizio progettazione della California) la Ferrari ha sviluppato 22 nuove leghe d'alluminio; di queste 22, 8 sono state utilizzate per la versione 2012 della California. Si tratta di leghe di derivazione aeronautica, e come loro di tale derivazione è anche la loro lavorazione.  Sono state anche riconfigurate le parti elettroniche inserendo un nuovo dispositivo in grado di ottimizzare il carattere della vettura rendendola ulteriormente più tonica e precisa durante la marcia.
Il miglioramento del rendimento del motore della California è stato raggiunto sostituendo la valvola a sfiato con una più performante, già utilizzata sui motori 12 cilindri Ferrari. Sono stati interamente riprogettati i pistoni e i collettori di scarico 3 in uno. Questi interventi non hanno portato solo ad un innalzamento della potenza ma anche a un miglioramento della coppia massima che raggiunge i 505Nm a 5000 giri al minuto. Le prestazioni quindi migliorano: l'automobile raggiunge i 100 km/h da ferma in 3,8 secondi (un decimo di secondo in meno rispetto a prima) e una velocità massima di 312 km/h. Tuttavia le migliorie si riscontrano principalmente sul comportamento stradale e sul piacere di guida. I consumi e le emissioni rimangono invariati.

## Ferrari California T (2014)
Nel 2014 viene presentato il modello successivo alla California, denominato California T per sottolineare il ritorno del motore turbo in Ferrari dopo trent'anni. La vettura di nuova concezione sostituisce la California del 2008 a partire dal 2014.

## Motorizzazioni
| Modello | Disponibilità       | Motore  | Cilindrata | Potenza         | Coppia Massima | Emissioni CO2 (g/km) | 0–100 km/h (secondi) | Velocità max (km/h) | Consumo medio (km/l) |
| 4.3 V8  | dal debutto al 2012 | Benzina | 4297       | 338 kW (460 CV) | 485 (Nm)       | 299                  | 3.9                  | 310                 | 7.6                  |
| 4.3 V8  | dal 2012 al 2014    | Benzina | 4297       | 360 kW (490 CV) | 505 (Nm)       | 299                  | 3.8                  | 312                 | 7.6                  |